# AJ-10
AJ-10はエアロジェットが開発、生産しているロケットエンジン。自己着火性推進剤であるエアロジン-50/四酸化二窒素を用いている。

## 概要
デルタIIやタイタンIIIを含む複数のロケットの上段に使用された信頼性の高いエンジンであり、アポロ計画でもアポロ機械船のエンジンとして使用された。同様にコンステレーション計画のオリオン宇宙船にも搭載予定であった。
タンク内をガスにより圧力をかけることにより、推進剤をエンジンへ供給する圧送式サイクルを使用している為、複雑なターボポンプを必要としない。また、混合するだけで着火・燃焼する自己着火性推進剤を使用している為、再着火も容易で信頼性が高い。ノズルと燃焼室の周囲を推進剤が循環する事により冷却する再生冷却機構を採用している。50年間で360基以上が打ち上げられた。
最初に実用化されたのはAJ-10-118型であり、ヴァンガードロケットの2段目のAbleロケットに使用された。推進剤は硝酸と非対称ジメチルヒドラジンであった。
最初のヴァンガードの打ち上げは、1957年12月6日のヴァンガードTV3であり、第一段に問題があったため、ロケットは発射台上で爆発している。1958年2月5日の打ち上げも第一段の燃焼時に失敗した。AJ-10エンジンは、1958年3月17日の3度目のヴァンガードの打ち上げで初めて運用に至り、ヴァンガード1号の軌道投入に成功した。日本の宇宙開発においても石川島播磨重工業がエアロジェット社からライセンスの許諾を受けて生産したAJ10-118FJ/AJ10-118FJIがN-IIロケットの2段目として搭載され、気象衛星や放送衛星の打ち上げに使用された。

## 歴史
このエンジンの開発は、1950年代後半よりエアロジェット社において行われた。当初、新設計の燃焼室を導入する予定だったが、資金を提供する海軍が観測ロケットのエアロビーに使用されていたAJ-11エンジンの燃焼室の設計を再利用することを強く主張した。燃焼室はアルミニウムで作ることになったが経験が不足していたため、燃焼室の開発主任のEd Elkoは並行して鉄製の燃焼室も開発する事を決めた。両方の燃焼室は本質的に殆ど同じであり、材質が異なるのみであった。
鉄製燃焼室は窒化チタンの層で保護され、アルミ製の燃焼室はタングステンカーバイトの被覆により保護された。ベル・エアクラフト社でBell 8000の開発を率いてきたHarry Meyersがエアロジェット社へ移って来てアジェナロケットへ搭載されるまで開発を率いた。
アルミニウム製のエンジンは軽量であり、ヴァンガード計画で採用された。最初の生産型のエンジンであるAJ-10-118とAJ-10-40では、鉄製とアルミ製の双方が生産され、15基がアルミ製で3基が鉄製だった。ヴァンガードロケットではアルミニウム製の燃焼室は当初正常に作動せず、ヴァンガード計画の失敗の一因になった。
後に改良された鉄製とアルミ製の燃焼室が開発されたが、すでにヴァンガード計画は終了しており、NASAと空軍が宇宙空間の利用と研究を担っていた。
空軍はソーロケットに上段ロケットとして組み合わせるエイブルロケットのエンジンにAJ-10の使用を計画した。再びアルミニウム製燃焼室の使用が強制されたが、この時は調整手法と製造工程の改良により、耐久性は要求水準を30%も上回ることができた。1960年代に生産された機種では再生冷却とアブレーション冷却だったが、後には燃焼室がアブレーション冷却で、ノズルは放射冷却の機種のみが生産された。アブレーション冷却のエンジンは、当初NASAに供給されたが後に空軍にも供給されるようになった。
さらに燃焼室の冷却と材料や噴射システムの開発・改良も進められた。噴射システムは直径約140mmの円内に噴射弁が配置された。弁には燃料と酸化剤が1:1の比率で供給された。
後に同様の小型の輪が燃料噴射器に加えられ、多くの異なる仕様の燃焼試験が実施された。噴射装置を開発していた当時、安定して燃焼させ、燃焼室の壁の不均一な加熱を防ぐに努力が注がれ、燃料・酸化剤が出来る限り均質に混ざることに力が注がれた。改良された噴射装置によってアルミ製燃焼室に起因する問題を最終的に解決することができた。
デルタロケットの上段のエイブルロケットのさらに上段にトランステージ(Transtage)を搭載することがあり、そのエンジンにもAJ-10-138が使用された。アポロ計画のアポロ司令・機械船にはAJ-10-137が使用された。NASAはAJ-10エンジンをオリオン宇宙船に使用することを計画した。ユナイテッド・ローンチ・アライアンスは開発中のデルタ IVスモールにAJ-10-180Kの使用を予定している。
AJ-10用の開発過程において培われた技術は、その後、スペースシャトルのスペースシャトル軌道制御システムを含む、多くの類似した推進システムの基礎を築いた。

## 派生機種
AJ-10-101エンジンはAbleに使用されたエンジンの改良型でアトラス-エイブルやソー-エイブルに使用された。1958年4月23日の最初のソー-エイブルの打ち上げは上段に点火する前にソーロケットが失敗した。1958年7月10日の二回目に打ち上げで初めてAJ-10-101に点火された。
最初に生産された派生機種はAJ-10-37でヴァンガードロケットの2段目として海軍へ供給された。この型は、燃料噴射装置と燃焼室に問題を抱えていた。後継となるAJ-10-40は空軍のソーロケットの上段のエイブルロケットに使用された。他の派生機種であるAJ-10-101/104/118はそれぞれエイブルやエイブルスターやデルタロケットに使用された。
アポロ計画においてより強力なAJ-10-137が開発され、アポロ司令・機械船の推進に使用された。このエンジンは推進剤としてエアロジン-50と四酸化二窒素(N2O4)を使用し、数回の再着火と共に最大585秒間の燃焼に対応できるよう改良された。
スペースシャトルではスペースシャトル軌道制御システムにアポロ司令・機械船で使用されたAJ-10-137を基に開発されたAJ-10-190が使用されている。
AJ-10-118は更に改良されデルタロケットの2段目の標準エンジンになり、現在はAJ-10-137と同じ燃料を使用するAJ-10-118kが使用される。タイタンIIIの第3段としても使用されたトランステージは2基のAJ-10-138を使用、これもAJ-10-137と同じ燃料を使用した。デルタ IVの小型版でも2段目に使用が検討された。
AJ-10エンジンは50年の歴史においてRL-10やLR-87やSSMEと組合せて使用され、これまで累計360基以上が使用された最も成功したエンジンの一つである。

### 派生型の比較
| 形式                      | AJ-10-118 | AJ-10-101 | AJ-10-37/40 | AJ-10-104 | AJ-10-137 | AJ-10-138 | AJ-10-118K | AJ-10-190 |
| ------------------------- | --------- | --------- | ----------- | --------- | --------- | --------- | ---------- | --------- |
| 推力 (kN)                 | 33,8      | 30,5      | 34,7        | 35,1      | 97,5      | 35,6      | 43,4       | 27        |
| 真空中での比推力 (N.s/kg) | 2660      | 2650      | 2650        | 2730      | 3060      | 3050      | 3150       |           |
| 燃焼時間(秒)              | 115       | 115       | 115         | 296       | 585       | 440       | 440        |           |
| 運用                      | 1957-62   | 1958-60   | 1957-60     | 1960-65   | 1964-82   |           | 1989       | 1981-     |
| 打ち上げ数                | 14        | 21        | 26          | 31        | 80        |           | 143        |           |